# Himantolophus nigricornis
Himantolophus nigricornis är en fiskart som beskrevs av Erik Bertelsen och Krefft, 1988. Himantolophus nigricornis ingår i släktet Himantolophus och familjen Himantolophidae. Inga underarter finns listade i Catalogue of Life.